# Schönflossenbärbling
Der Schönflossenbärbling (Rasbora kalochroma (Gr./Lat. „kalos“ = schön, „Chroma“ = Farbe)) ist ein kleiner Süßwasserfisch, der in Südostasien auf der Malaiischen Halbinsel, Sumatra und Süd-Kalimantan vorkommt.

## Merkmale
Der Schönflossenbärbling hat einen langgestreckten, torpedoförmigen und seitlich stark abgeflachten Körper. Er erreicht eine Maximallänge von 8 bis 10 cm. Die Grundfärbung ist rötlich, der Rücken bräunlich. Auf den Körperseiten zeigen sich zwei dunkle Flecken, einer über den Brustflossen, der andere über der Afterflosse. Die Flecken können durch eine angedeutete, aus Punkten bestehende Binde verbunden sein. Die Flossen sind blutrot, die Spitze der Afterflosse dunkel. Die Iris glänzt oben rot, unten golden. Männchen sind schlanker und zeigen eine kräftigere Färbung, Weibchen sind kompakter.
- Flossenformel: Dorsale ii/7, Anale ii/7, Pectorale i/13–14, Ventrale ii/5.
- Schuppenformel: mLR 28–31.

## Lebensweise
Schönflossenbärblinge leben in mittleren Wasserschichten, sind keine Schwarmfische, leben aber in sozial interagierenden Gruppen, von denen sich fortpflanzungsbereite Paare kurzfristig absondern und Kleinreviere bilden, die sie gegenüber Artgenossen verteidigen.

## Aquaristik
Der Schönflossenbärbling wurde 1965 zum ersten Mal nach Deutschland eingeführt. Er ist transportempfindlich kommt häufig schon völlig geschwächt in den Handel und überlebt nicht lange im Aquarium. 